# Sport Lisboa e Benfica (boletim)
Sport Lisboa e Benfica: boletim oficial foi publicado em Lisboa, com início em 1927, sob a edição do próprio Sport Lisboa e Benfica.